# Ethnicity 01
Ethnicity 01 (エスニシティ　ゼロワン) est un manga seinen écrit et illustré par Nobuaki Tadano. Il a été prépublié dans le magazine Comic Flapper de l'éditeur Media Factory, et 3 tomes sont sortis au 23 mars 2012.
En France, le manga est édité par Doki-Doki depuis le 14 mars 2012, et les 3 tomes sont sortis depuis le 12 septembre 2012.

## Manga

### Liste des volumes et chapitres
| no | Japonais          | Japonais          | Français          | Français          |
| no | Date de sortie    | ISBN              | Date de sortie    | ISBN              |
| -- | ----------------- | ----------------- | ----------------- | ----------------- |
| 1  | 23 février 2011   | 978-4-8401-3759-1 | 14 mars 2012      | 978-2-81890-917-1 |
| 2  | 22 septembre 2011 | 978-4-8401-4042-3 | 13 juin 2012      | 978-2-81890-996-6 |
| 3  | 23 mars 2012      | 978-4-8401-4446-9 | 12 septembre 2012 | 978-2-81892-148-7 |